# Oligosoma stenotis
Oligosoma stenotis là một loài thằn lằn trong họ Scincidae. Loài này được Patterson & Daugherty miêu tả khoa học đầu tiên năm 1994.